# Benson (Pennsilvània)
Benson és una població dels Estats Units a l'estat de Pennsilvània. Segons el cens del 2000 tenia 194 habitants.

## Demografia
Segons el cens del 2000, Benson tenia 194 habitants, 76 habitatges, i 52 famílies. La densitat de població era de 241,6 habitants per quilòmetre quadrat.
Dels 76 habitatges en un 30,3% hi vivien nens de menys de 18 anys, en un 57,9% hi vivien parelles casades, en un 10,5% dones solteres, i en un 30,3% no eren unitats familiars. En el 27,6% dels habitatges hi vivien persones soles el 15,8% de les quals corresponia a persones de 65 anys o més que vivien soles. El nombre mitjà de persones vivint en cada habitatge era de 2,55 i el nombre mitjà de persones que vivien en cada família era de 3,15.
Per edats la població es repartia de la següent manera: un 25,3% tenia menys de 18 anys, un 3,1% entre 18 i 24, un 27,8% entre 25 i 44, un 26,8% de 45 a 60 i un 17% 65 anys o més.
L'edat mediana era de 41 anys. Per cada 100 dones de 18 o més anys hi havia 95,9 homes.
La renda mediana per habitatge era de 35.000 $ i la renda mediana per família de 45.000 $. Els homes tenien una renda mediana de 30.208 $ mentre que les dones 16.000 $. La renda per capita de la població era de 14.232 $. Entorn de l'11,1% de les famílies i el 14,9% de la població estaven per davall del llindar de pobresa.

## Poblacions més properes
El següent diagrama mostra les poblacions més properes.